# Koszmar w Dunwich
Koszmar w Dunwich (w innych tłumaczeniach – Okropność w Dunwich, Zgroza w Dunwich; ang. The Dunwich Horror) – opowiadanie grozy H.P. Lovecrafta. Napisane zostało w 1928 roku, a opublikowane po raz pierwszy w 1929 na łamach Weird Tales.

## Treść
Akcja opowiadania rozgrywa się w miasteczku Dunwich, niedaleko od Arkham. Po śmierci Wilbura Whateleya, który, jak się okazuje, był w połowie człowiekiem, a w połowie potworem, w Dunwich dzieją się straszne rzeczy – coś niewidzialnego burzy budynki, pożera krowy i inne zwierzęta. Dr Henry Armitage, profesor Morgan i profesor Rice wybierają się do Dunwich w celu rozwikłania tajemnicy.